# Richard Daniel Alarcón Urrutia
Richard Daniel Alarcón Urrutia (ur. 10 kwietnia 1952 w Limie) – peruwiański duchowny katolicki, arcybiskup metropolita Cuzco od 2015.

## Życiorys
W 1969 wstąpił do zakonu franciszkanów i w tymże zgromadzeniu złożył śluby wieczyste 15 maja 1976. Święcenia kapłańskie przyjął 8 grudnia 1976. Początkowo pracował jako proboszcz i nauczyciel postulantów w Cuzco. W 1979 został mistrzem postulatu w Juliaca, zaś w 1982 rozpoczął posługę w Limie jako nauczyciel zakonników po pierwszych ślubach.
W 1983 przeniósł się do diecezji Tarma i tam pracował najpierw jako misjonarz, a od kwietnia 1993 (po uzyskaniu pozwolenia od Stolicy Apostolskiej na opuszczenie zakonu) jako prezbiter tamtejszej diecezji. Pełnił w niej funkcje proboszcza w Palcamayo (1983-1989), tymczasowego administratora diecezji (1990-1992), proboszcza parafii katedralnej (1993-1996) oraz parafii w Ulcumayo (1996-2001), a także wikariusza generalnego diecezji.

### Episkopat
13 czerwca 2001 został mianowany biskupem diecezji Tarma. Sakry biskupiej udzielił mu 21 lipca 2001 arcybiskup Luis Abilio Sebastiani Aguirre.
28 października 2014 papież Franciszek mianował go arcybiskupem metropolitą Cuzco. Ingres odbył się 3 stycznia 2015.
W 2012 został wybrany na krajowego przewodniczącego Caritasu.